# مناقشه سرزمینی بولیوی و پرو
مناقشه سرزمینی بولیوی و پرو یک مناقشه ارضی میان بولیوی و پرو بود که از استقلال نخستین در سال ۱۸۲۵ تا امضای پیمان پولو-بوستامانت در سال ۱۹۰۹ ادامه پیدا کرد.

## دوران اسپانیا
در تاریخ ۲۰ نوامبر ۱۵۴۲، درشهر بارسلون، چارلز اول، پادشاه اسپانیا، با فرمان سلطنتی، دستور تشکل نایب السلطنه پرو و اسپانیای نو را صادر نمود. در تاریخ ۴ سپتامبر ۱۵۵۹، پادشاه فیلیپه دوم، به عنوان قسمتی از نایب السلطنه پرو، آئودینسیا واقعی چارکاس را تشکیل نمود. نایب السلطنه دیگو لوپز د زونیگا و ولاسکو صلاحیت این مؤسسه را از «شهر سوکره با بیش از صد لیگ زمین در پیرامون هر بخش» نمایان کرد. سال‌ها بعد، سرزمین‌های نوین درهم آمیخته شدند، تا هنگامی که قلمرو آن «از کولائو تا شهر لا پلاتا» تعریف گردید.
در تاریخ ۱ اوت ۱۷۷۶، نایب‌الملک‌نشین ریو د لا پلاتا به شکل موقت تشکیل گردید، و مخاطبان شارکاس از نایب السلطنه پرو، که بعد از آن از طرف مانوئل دو گیریور پیشوایی می‌شد، جدا گردید. در سال ۱۷۷۷، این کشور دائمی گزارش شد و قلمروهای کنونی آرژانتین، بولیوی، اروگوئه، پاراگوئه، قسمت‌هایی از منطقه جنوب برزیل و قسمت شمال شیلی را پوشش می‌دهد.

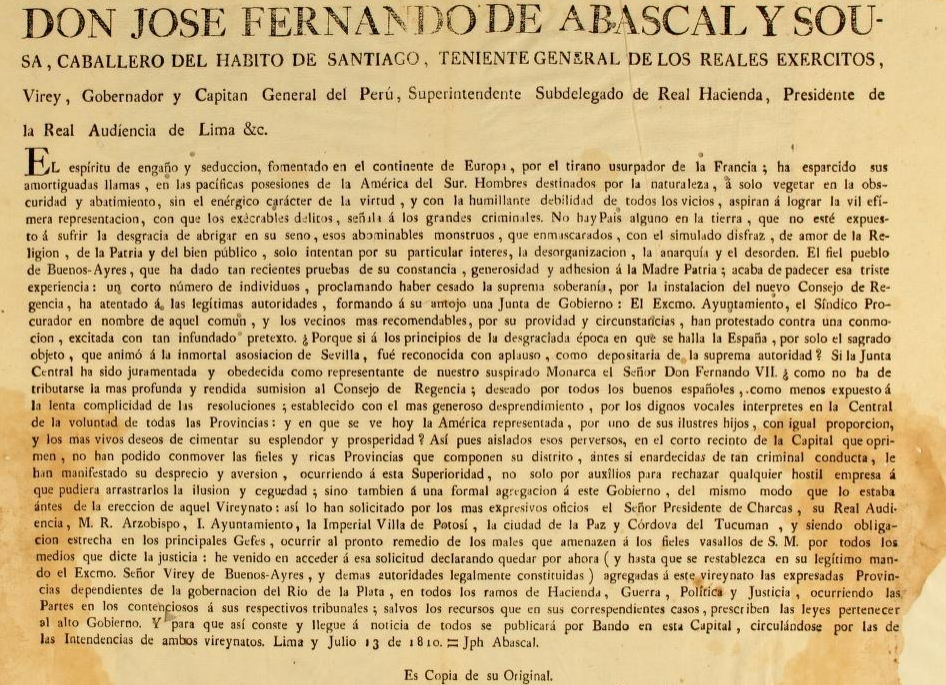
فرمانی که کوردوبا و چارکاس را به نایب السلطنه پرو ملحق می‌کند

در تاریخ ۳ مه ۱۷۸۸، کوسکو با دستور سلطنتی با قلمروهایی که برابر با اودینکیاس لیما و چارکس، و همچنین ناحیه‌هایی از پونو تشکیل گردید. در تاریخ ۱ فوریه ۱۷۹۶، با یک دستور سلطنتی دیگر، قصد پونو به نایب السلطنه پرو مشروط گردید. بر این اساس، همچنین ناحیه‌های پائوکارکولا و چوکویتو، که تا آن وقت با آئودینسیا د چارکس برابر بودند، به ناحیه کوسکو انتقال پیدا کردند.
پس از رخداد انقلاب مه در سال ۱۸۱۰، نایب السلطنه پرو  خوزه فرناندو د آباسکال به علت پیشروی پریمرا خونتا فرمان داد. در کوردوبا و استان چارکس، ضمیمه موقت آن سرزمین‌ها به نایب السلطنه پرو واگذار کنند.
پس از برکناری چارلز چهارم و پسرش فردیناند هفتم به سود امپراتور فرانسه ناپلئون؛ حکومت‌های دولتی در سراسر آمریکای اسپانیایی ایجاد شدند. کم‌کم، این هئیت‌های صدیق به فردیناند هفتم در ایده‌های خود رادیکال‌تر شدند و صداهایی شروع به ظهور نمودند که شدیداً از مغلوب شدن شبه‌جزیره پشتیبانی نمودند.
پس از جنگ‌های استقلال، توصیه شد که کشورهای آزاد گردیده آمریکای لاتین مرزهای سال ۱۸۱۰ را به شکل موقت تا زمان وجود یک قرارداد حفظ نمایند که سال ۱۸۱۰ را آخرین قرارداد می‌دانست.

## جنگ‌های استقلال
در تاریخ ۲۵ مه ۱۸۰۹، شهر چوکیسا، که در آن وقت به نایب السلطنه ریودولا پلاتا تعلق داشت، شاهد رخداد قیام همنام بود که رئیس‌جمهور سلطنتی شهر را خلع نمود. دادگاه، رامون گارسیا د لئون ای پیزارو، و یک حکومت نظامی ایجاد نمود. این انقلاب که اساساً انقلاب به پادشاه فردیناند هفتم صادق بود، به عنوان قالبی برای کارهای قسمت‌های رادیکال عمل نمود که انقلاب را به لاپاز توسعه دادند و هر دوی آنان از طرف نیروهای اسپانیایی سرکوب شدند.
بعد از خلع کردن نایب السلطنه ریو د لا پلاتا، بالتازار هیدالگو د سیسنروس، و به قدرت رسیدن خونتای نخست، انقلابیون ریور پلیت چندین لشکرکشی را به پرو علیا ارسال نمودند. با این شرایط، طالبان مغلوب می‌شوند: سلطنت طلبان تا سال ۱۸۲۵، پس از نبرد آیاکوچو و استقلال پرو علیا همچنان برای آنان یک تهدید خواهند بود.

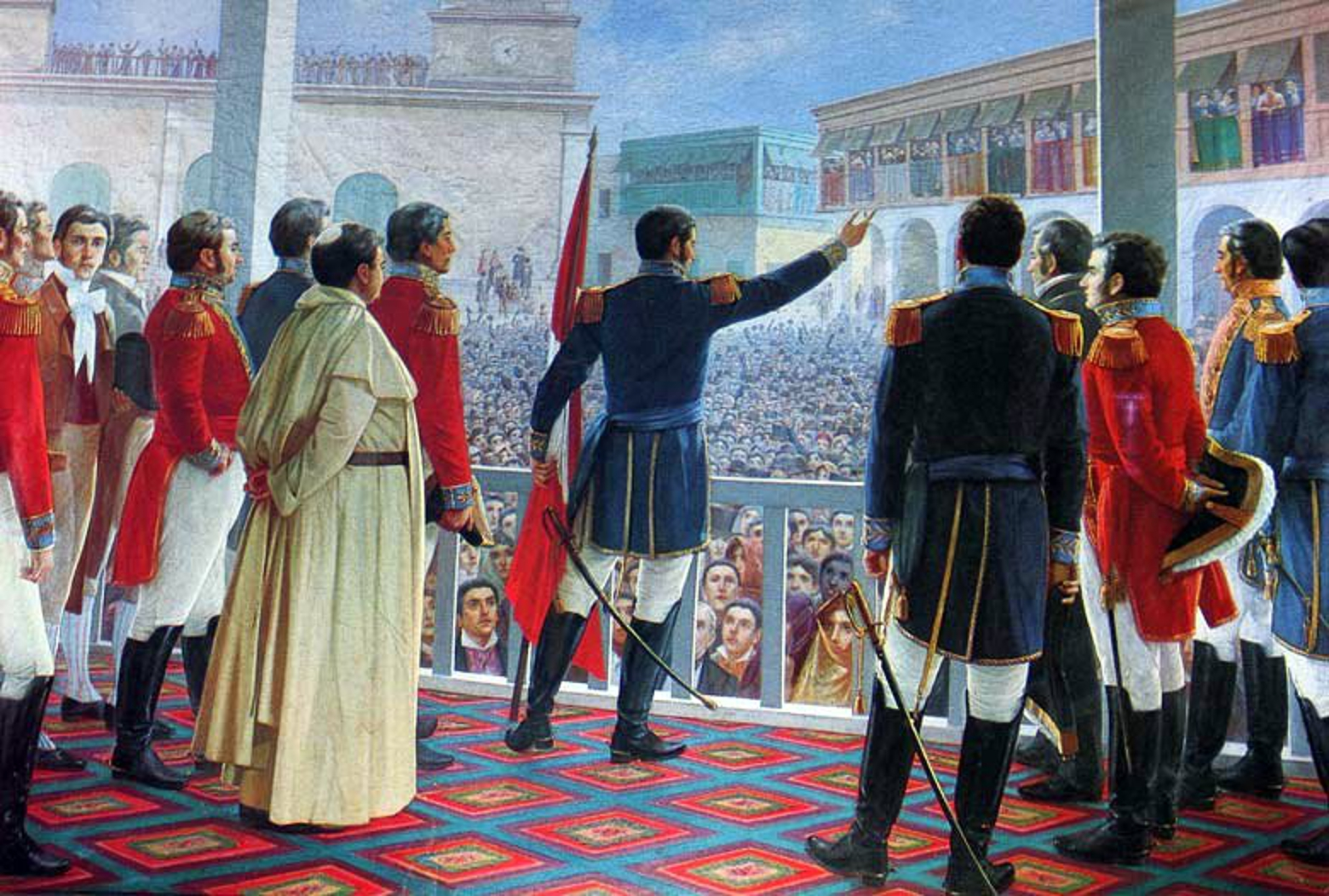
سن مارتین استقلال پرو را اعلام می‌نماید

پس از مغلوب شدن اکسپدیشن‌ها به پرو علیا، خوزه د سان مارتین نقشه ای برای آزاد کردن قلعه سلطنتی در آمریکای جنوبی طراحی نمود: وزیر پرو، پس از آزادسازی شیلی، که از راه دریا به سمت آمریکا حرکت نمود. ساحل‌های پرو در تاریخ ۲۱ اوت ۱۸۲۰، اکسپدیشن آزادی‌بخش پرو وارد والپارایسو شد و در روز ۷ سپتامبر وارد پیسکو شد. پس از پس نشستن ارتش سلطنت‌گرا از لیما، آزادی‌سازی ارتش در تاریخ ۹ ژوئیه ۱۸۲۱ وارد این شهر شد. در روز ۱۵ ژوئیه، اعلامیه تنظیم و امضا گردید و در روز ۲۸ ژوئیه ۱۸۲۱، سرلشکر خوزه د سان مارتین در پلازا مایور د لیما اعلام استقلال نمود.
از این لحظه پرو با خواست عموم مردم و عدالت آرمان خود که خداوند از آن دفاع می‌کند آزاد و مستقل می‌باشد. زنده باد وطن، زنده باد آزادی، زنده باد استقلال!— سرلشکر خوزه د سن مارتین
باآنکه اعلام استقلال، مقدار زیادی از قلمروهای وابسته به ایالت پرو که به تازگی پایه‌گذاری شده بود، تحت حکومت سلطنتی برجای ماند. با توجه به مغلوب شدن اکسپدیشن‌های اعزامی برای مبارزه با اسپانیایی‌ها، کنگره پرو از سیمون بولیوار، رئیس‌جمهور کلمبیای بزرگ دعوت نمود تا استقلال پرو را استوار نماید. بعداز چندین جنگ، در تاریخ ۹ دسامبر ۱۸۲۴، سلطنت طلبان نبرد آیاکوچو در آیاکوچو، و نایب السلطنه خوزه د لا سرنا، اولین کنت آند دستگیر شد. همچنان باقیمانده یک کارزار تأثیر گذار در پرو علیا بود، مکانی که پدرو آنتونیو اولانتا، سرلشکر اسپانیایی، در آن مکان باقی ماند.